# 하갈
하갈은 창세기에 등장하는 이집트인 노예로, 아브라함의 아내 사라의 여종이었다. 사라가 자신의 남편 아브람에게 주어 자녀를 낳게 한 아내였다. 하갈을 통해 낳은 아브라함의 맏아들 이스마엘은 이스마엘인, 즉 아랍인의 조상이 되었다. 하갈을 하가르족(아가르의 아들들)의 이름에서 따온 가공의 인물로 보는 견해도 있다. 하갈은 쿠란에서 이름이 명시되지는 않으며, 이슬람교는 그녀를 아브라함의 두 번째 아내로 여긴다.

## 생애

### 아브라함과 하갈
구약성경의 창세기에 따르면, 하갈은 아브람의 아내 사래의 이집트인 노예였다. 사래는 오랫동안 아이를 낳지 못했고, 아브람이 많은 민족의 아버지가 될 것이라는 신의 약속을 이루기 위한 방법을 찾았다. 특히 그들이 늙었기 때문에, 그녀는 하갈을 아브람에게 첩으로 주어 자녀를 낳게 했다.
하갈이 임신하자, 두 여자 사이에 긴장이 생겼다. 창세기에는 사래가 하갈이 임신한 후 그녀를 미워했다고 기록되어 있다. 사래는 아브라함의 허락을 받아 하갈을 학대했고, 하갈은 도망쳤다.
하갈은 술로 가는 길에 사막으로 도망쳤다. 도중에 샘물에서 한 천사가 하갈에게 나타나 사래에게 돌아가서 여주인에게 복종하라고 지시했다. 그리고 그녀는 아들을 이스마엘이라고 부르라고 들었다. 그 후에 하갈은 하느님을 "엘 로이"("엘이 나를 보셨다")라고 불렀다. 그녀는 아브람과 사래에게 돌아갔고, 곧 천사가 지시한 대로 아들을 낳았다.
쿠란에는 하갈의 이름이 언급되지 않지만, 사라나 아브라함의 시녀인 하자르가 등장한다.

### 하갈이 쫓겨남
나중에 사라는 이사악을 낳았다. 이사악이 젖을 뗀 후 축하 자리에서 사라는 13살의 이스마엘이 자기 아들을 조롱하는 것을 발견했다. 사라는 이스마엘이 그들의 재산을 상속받을 것이라는 생각에 너무 화가 나서 아브라함에게 하갈과 그녀의 아들을 쫓아내라고 요구했다. 사라는 덧붙여서 이스마엘이 이사악과 함께 유산을 받지 못할 것이라고 선언했다. 아브라함은 크게 괴로워했지만, 야훼가 아브라함에게 아내의 뜻대로 하라고 지시했다. 야훼의 언약 이사악을 통해 이루어질 것이며, 이스마엘도 아브라함의 자손이므로 큰 민족이 될 것이라고 말씀하셨다. 아브라함은 하갈과 이스마엘을 함께 내보냈다. 아브라함은 하갈에게 빵과 물을 주고 베르셰바 광야로 보냈다. 하갈과 이스마엘은 물이 완전히 떨어질 때까지 정처 없이 헤매었다. 절망의 순간, 그녀는 울음을 터뜨렸다. 야훼는 그녀의 아들이 우는 소리를 듣고 그들을 구하러 왔다. 천사가 하갈의 눈을 열어주었고 그녀는 우물을 보았다고 전한다. 천사는 또한 하갈에게 야훼가 이스마엘을 "큰 민족"으로 만들 것이라고 말했다. 하갈은 아들을 위해 이집트에서 아내를 찾아주었고 그들은 바란 사막에 정착했다.
쿠란의 서술은 성경 이야기와 약간 다르다. 쿠란에서는 알라가 아브라함에게 하갈과 이스마엘을 사막, 나중에는 메카로 데려가 그곳에 남겨두라고 명령한다. 사막의 물 부족으로 인해 어머니와 아들 모두 심한 갈증으로 고통받았고, 그래서 하갈은 아들을 위한 물을 찾아 사파와 마르와 언덕 사이를 뛰어다녔다. 두 언덕 사이를 일곱 번째 뛰고 나서, 천사가 그녀 앞에 나타났다. 그는 그녀를 돕고 하느님이 이스마엘의 울음소리를 듣고 물을 공급할 것이라고 말했다. 하갈은 신성한 잠잠의 샘을 발견했다. 메카는 나중에 완벽함과 풍부한 물로 알려졌고, 바누 주르훔이라는 아랍 부족이 물의 존재로 인해 하갈과 그녀의 아들 이스마엘과 함께 그곳에 정착했다.

## 종교적 관점

### 랍비 주석

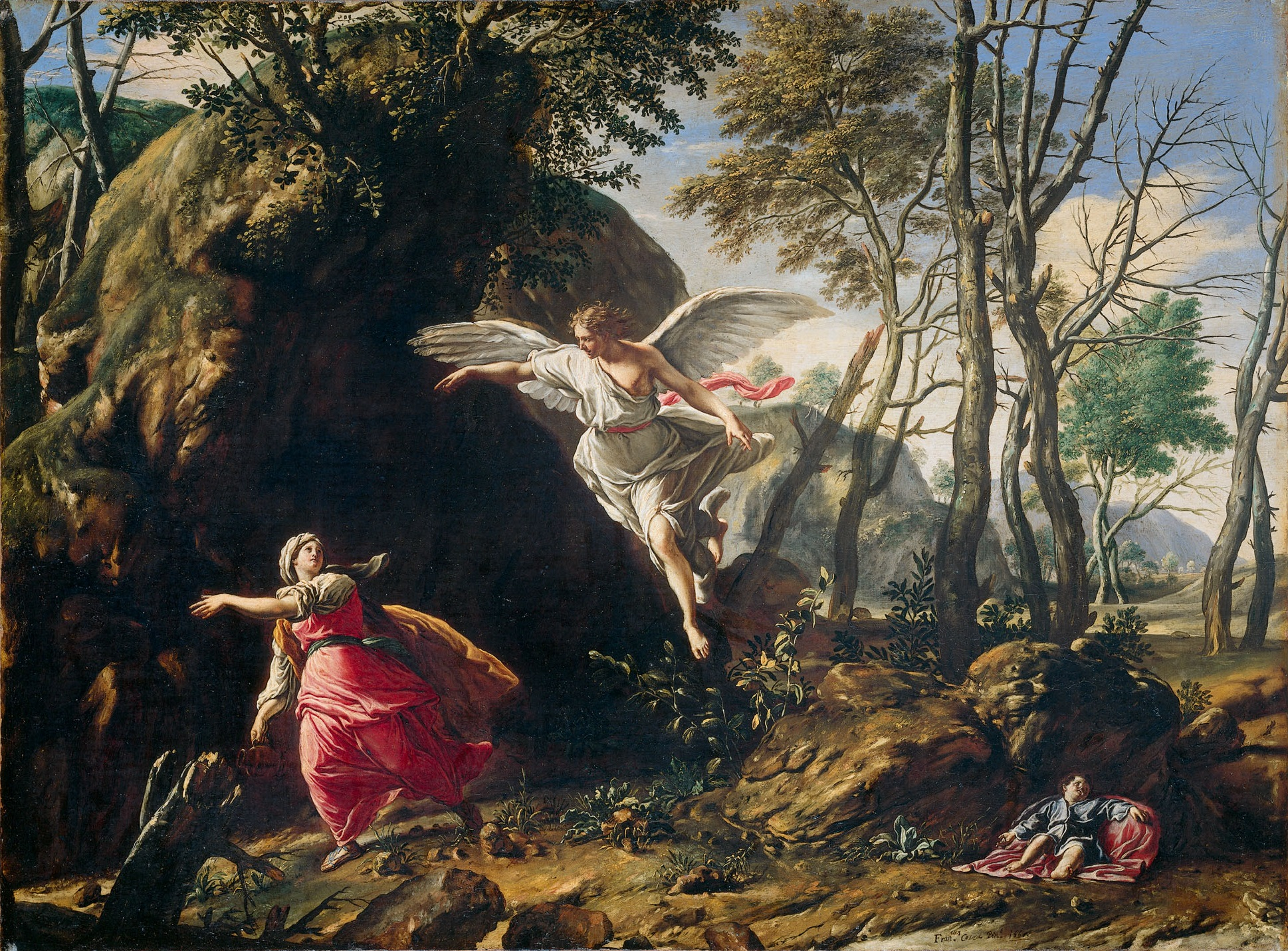
프란체스코 코차의 사막의 하갈과 천사

랍비 주석가들은 하갈이 파라오의 딸이라고 보았다. 미드라시 창세기 라바는 사라가 파라오의 하렘에 있을 때 파라오가 그의 딸 하갈을 종으로 주며 말했다고 기록한다: "내 딸이 다른 집의 여주인보다는 이런 여인의 집에서 종이 되는 것이 낫다." 사라는 하갈을 잘 대했고, 그녀를 방문하러 온 여자들에게도 하갈을 방문하도록 유도했다. 그러나 하갈은 아브라함에게 임신하자 사라에게 오만하게 행동하기 시작했고, 사라가 그녀를 가혹하게 대하고, 무거운 일을 부과하며, 심지어 때리기도 했다(ib. 16:9).
일부 유대인 주석가들은 하갈을 사라가 죽은 후 아브라함이 결혼한 여자 그두라(유대 바빌로니아 아람어: קְטוּרָה)와 동일시하며, 아브라함이 사라가 죽은 후에 그녀를 찾아냈다고 말한다. 그두라가 하갈의 본명이었고, "하갈"은 "낯선 사람"을 의미하는 서술적 명칭이었다고 제안된다. 이 해석은 미드라시에서 논의되고 라시, 유다 뢰베 벤 베잘렐, 슐로모 에프라임 룬치츠, 오바디아 벤 아브라함 바르테누라에 의해 지지된다. 라시는 "그두라"가 하갈에게 주어진 이름인데, 그녀의 행실이 향(그도레스)처럼 아름다웠기 때문이고, 또한 그녀가 아브라함과 헤어진 후에도 정숙함을 유지했기 때문이라고 주장한다 — קְטוּרָה는 아람어 단어 "억제된"에서 파생되었다. 반대 견해(그두라가 하갈이 아닌 다른 사람이었다는)는 라쉬밤, 아브라함 이븐 에즈라, 다비드 킴히, 나흐마니데스에 의해 주장된다. 그들은 역대기 족보에서 두 명의 다른 인물로 나열되었다 (역대기상 1장 29–33절).

### 랍비 문학
미드라시(창 랍. 45장)에 따르면, 하갈은 파라오의 딸이었는데, 파라오가 사라를 위해 하느님께서 행하신 큰 기적(창 12:17)을 보고 말했다: "하갈이 자기 집에서 여주인이 되는 것보다 사라의 집에서 종이 되는 것이 낫다." 이런 의미에서 하갈의 이름은 "보상"("하-아가르" = "이것이 보상이다")으로 해석된다. 그녀는 처음에 사라가 아브라함과 결혼하기를 원했을 때 주저했지만, 사라는 자신의 여종으로서 그녀에게 완전한 권위를 가지고 있었음에도 불구하고 설득하며 말했다: "이 성도와 함께하게 된 것을 행복하게 여기라." 하갈은 아브라함 시대에 널리 퍼져 있던 높은 수준의 경건함의 예로 제시된다. 마노아가 하느님의 천사를 보았기 때문에 죽을까 봐 두려워했던 반면(삿 13:22), 하갈은 신성한 사자의 모습에 놀라지 않았다(창 랍. l.c.). 그녀의 충실함은 칭찬받는데, 아브라함이 그녀를 내쫓은 후에도 그녀는 결혼 서약을 지켰고, 그래서 그녀는 그두라(창 25:1)와 동일시되었다. 이는 (아람어, "묶다"; 창 랍. 61장)에 대한 암시이다. 같은 이름의 또 다른 설명은 "꾸미다"인데, 그녀가 경건함과 선행으로 꾸며졌기 때문이다(l.c.). 사라가 죽은 후 아버지를 위해 하갈을 다시 집으로 데려온 사람은 이사악이었다. 랍비들은 이사악이 하갈이 이름을 붙인 장소인 브엘라하이로이에서 왔다는 보고(창 16:14, 24:62; 창 랍. 60장; 해당 주석 참조)에서 이를 추론한다.
그러나 다른 설교들은 하갈의 인물에 대해 부정적인 견해를 취한다. 그녀가 임신했을 때 여주인을 경멸하기 시작했다는 보고에 대해 랍비들은 그녀가 사라에 대해 험담하며 말했다고 말한다: "그녀는 분명히 자신이 주장하는 만큼 경건하지 않아. 결혼 생활 내내 자녀가 없었지만, 나는 즉시 임신했으니까"(창 랍. 45장; 세페르 하-야샤르, 렉 레카). 사라는 복수(창 16장)로 아브라함과의 관계를 막고, 슬리퍼로 그녀를 때리고, 목욕 재료를 목욕탕으로 나르는 것과 같은 굴욕적인 봉사를 요구했다(l.c.). 그녀는 또한 악의적인 눈으로 하갈을 유산시키게 했고, 따라서 이스마엘은 그녀의 두 번째 자녀였다. 이는 천사가 그녀가 아이를 낳을 것이라고 예언했지만(창 16:11), 그 전에 그녀가 임신했다고 언급되었기 때문이다(창 16:4). 또한 "그녀가 방황했다"(창 21:14, 히브리어)는 말에서, 그녀가 광야에 도착하자마자 우상 숭배로 되돌아갔고, 하느님의 섭리에 대해 불평하며 말했다: "어제는 '네 씨를 크게 번성하게 하리라'고 말씀하셨는데[창 16:10]; 이제 내 아들이 갈증으로 죽어가고 있습니다." 그녀가 아들을 위해 이집트 여인을 선택했다는 사실 또한 그녀의 유대교 개종이 진심이 아니었다는 증거로 간주된다. 왜냐하면 "막대기를 공중에 던지면, 그것은 그 뿌리로 돌아갈 것이다"(창 랍. 53장, 끝)라고 한다. 이 '이집트 아내'는 위-요나탄 타르굼에서 각각 무함마드의 과부이자 딸인 하디자와 파티마를 언급하는 것으로 설명된다(준츠, "G. V." 2판, 288쪽, 주석 a 참조).

### 기독교

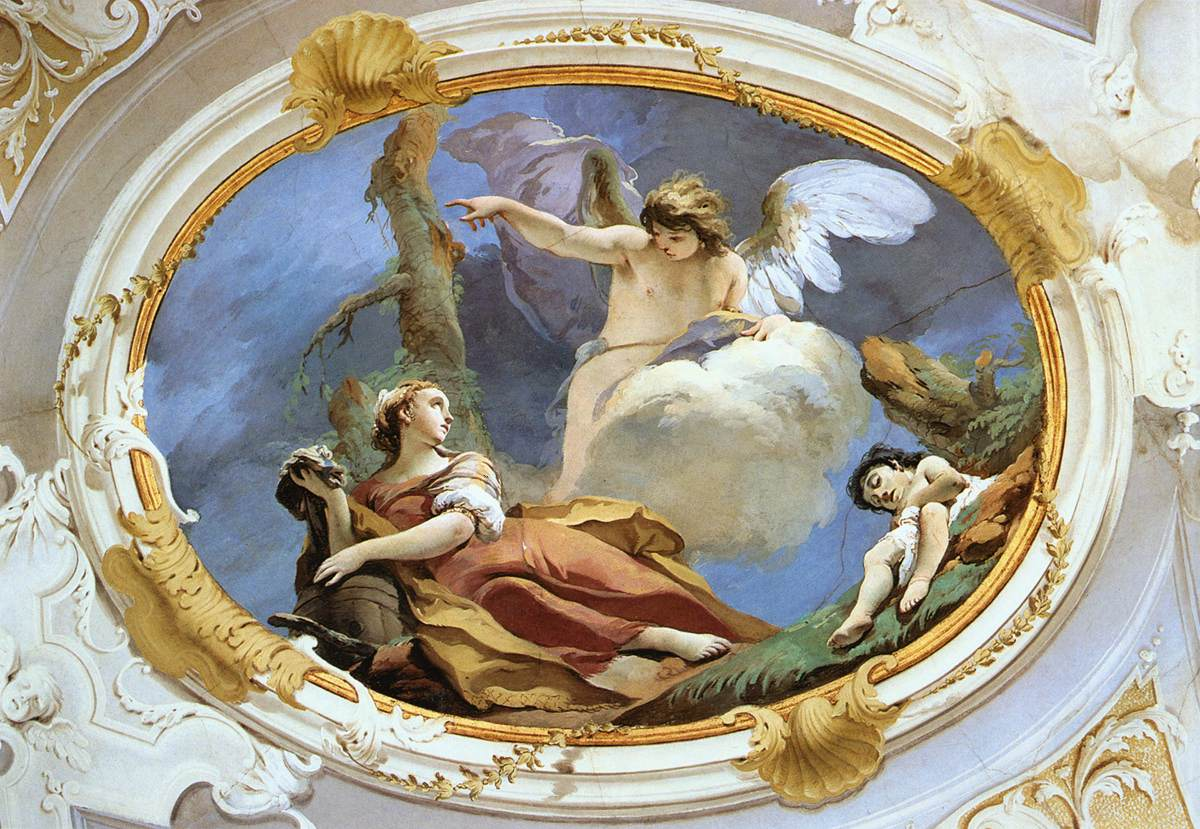
조반니 바티스타 티에폴로의 광야의 하갈

신약성경에서 사도 바울로는 갈라디아인들에게 보낸 편지에서 하갈의 경험을 율법과 은혜의 차이에 대한 알레고리로 만들었다. 바울은 시나이산에서 주어진 토라의 율법을 이스라엘 백성의 속박에 연결시키며, 이는 하갈의 종의 상태로 상징되었음을 암시하고, "자유로운" 천상의 예루살렘은 사라와 그녀의 자녀로 상징된다. 성경의 시나이산은 "아가르"라고 불렸는데, 이는 하갈의 이름을 따서 지어진 것으로 보인다.
또한, 사마리아 우물의 여인 이야기에서 요한의 복음서의 저자는 고대 하갈 이야기를 언급하며 "한 본문에서 다른 본문으로 의미를 전달"한다. 하갈이 하느님을 "보는 하느님"이라고 이름 붙이는 방식과 유사하게, 사마리아 여인은 "메시아가 오실 것을 압니다"라고 말하며 예수에게 이름을 부여하고, 예수는 "내가 말하는 그가 바로 나다"라고 확인한다.
아우구스티누스는 하갈을 "지상의 도시", 즉 죄악된 인간 상태를 상징하는 것으로 언급했다: "지상의 도시(하갈로 상징되는)에서 [...] 우리는 두 가지를 발견한다. 그것의 명백한 존재와 천상의 도시의 상징적 존재이다. 새로운 시민들은 죄로 인해 타락한 본성으로 지상의 도시에 태어나지만, 죄에서 본성을 해방시키는 은혜로 천상의 도시에 태어난다." 이 견해는 토마스 아퀴나스와 존 위클리프와 같은 중세 신학자들에 의해 상세히 설명되었다. 후자는 사라의 자녀를 구원받은 자들과 비교하고, 하갈의 자녀를 구원받지 못한 자들, 즉 "본성적으로 육적이며 단순한 추방자"라고 비교했다.
하갈 이야기는 가장 가혹한 조건에서도 생존이 가능하다는 것을 보여준다.

### 이슬람교
하잘 혹은 하자르(아랍어: هاجر)는 아브라함의 아내이자 이스마엘의 어머니를 지칭하는 아랍어 이름이다. 쿠란에 이름은 언급되지 않지만, 그녀의 남편 이야기에 언급되고 암시된다. 이슬람교에서 존경받는 여성이다.
무슬림 신앙에 따르면, 그녀는 이브라힘의 이집트 아내였다. 그녀는 결국 아들 이스마일과 함께 바란 사막에 정착했다. 하잘은 일신교의 특히 중요한 여성 족장으로 존경받는데, 이스마일을 통해 무함마드가 태어났기 때문이다.
일부 현대 무슬림 학자들은 그녀가 사라의 시녀였던 적이 없으며, 오히려 아브라함을 기꺼이 따르고 나중에 그와 결혼한 이집트 공주였다고 주장한다. 그들은 또한 하갈과 이스마엘이 성경적 서술에서 주장하는 것처럼 쫓겨난 것이 아니라, 알라를 위해 메카(파란)에 정착했다고 주장한다.
사라와 하잘 모두 쿠란에 이름이 언급되지 않지만, 이 이야기는 전통적으로 수라 이브라힘(14:37)의 이브라힘의 기도 구절에 언급되는 것으로 이해된다: "나는 내 가족 중 일부를 당신의 성스러운 집 근처의 황량한 계곡에 정착시켰다." 하잘의 이름은 언급되지 않지만, 독자는 이브라힘의 눈을 통해 하잘의 곤경을 간접적으로 경험한다.
예언자 이야기에 따르면, 하잘은 이슬람 예언자 살리흐의 후손인 마그레브 왕의 딸이었다. 그녀의 아버지는 파라오 두 알-아르시 (아랍어: ذُوالْعَرْش dhu 'l-'arsh[*], "왕좌의 주인"이라는 의미)에게 살해당했고, 그녀는 노예로 잡혀갔다. 나중에 왕족 혈통 때문에 여성 노예의 주인이 되었고 파라오의 모든 재산에 접근할 수 있게 되었다. 이브라힘의 신앙으로 개종하자, 파라오는 하잘을 사라에게 주었고 사라는 그녀를 이브라힘에게 주었다. 이 기록에서 "하자르"라는 이름은 하아즈루카(아랍어: هَا أَجْرُكَ Hā ajru-ka[*])에서 유래했으며, "여기에 당신의 보상이 있습니다"라는 의미이다.
또 다른 전통에 따르면, 하잘은 이집트 왕의 딸로, 사라가 이브라힘의 누이라고 생각하여 그녀를 이브라힘에게 아내로 주었다. 이븐 아바스에 따르면, 하잘에게서 이스마일이 태어난 것이 아직 임신하지 못하던 사라와 그녀 사이에 갈등을 일으켰다. 이브라힘은 하잘과 그들의 아들을 파란-아람이라고 불리는 땅 또는 (후에 메카 주변의 땅으로 여겨진 아랍어의 파란)으로 데려갔다. 이 여행의 목적은 하잘을 "추방"하는 것이 아니라 "재정착"시키는 것이었다. 이브라힘은 하잘과 이스마일을 나무 아래에 남겨두고 물을 주었다. 하잘은 하느님이 이브라힘에게 자신을 파란 사막에 남겨두라고 명령했음을 알고 그의 결정을 존중했다. 무슬림은 하느님이 이브라힘을 이 과업으로 시험했다고 믿는다.
하자르는 곧 물이 바닥났고, 당시 젖먹이였던 이스마일은 배고픔과 목마름으로 울기 시작했다. 하잘은 당황하여 물을 찾아 근처의 두 언덕인 알-사파와 알-마르와 사이를 반복해서 뛰어다녔다. 일곱 번째 달리기 후에 한 천사가 잠잠의 위치에 나타나 발꿈치(또는 날개)로 땅을 쳤고, 기적적으로 우물이 솟아났다. 이것이 잠잠의 샘이라고 불리며, 메카의 카바에서 몇 미터 떨어져 있다.
알-사파와 알-마르와 언덕 사이를 달린 사건은 무슬림들이 메카에서 순례를 할 때 기억된다. 순례의 일부는 하잘의 용기와 하느님에 대한 믿음을 기리기 위해 언덕 사이를 일곱 번 달리는 것인데, 그녀가 사막에서 물을 찾았을 때(나중에 잠잠의 샘에서 기적적으로 나타났다고 믿어짐)와 이슬람교에서 어머니됨을 축하하는 것을 상징한다. 이 과업을 완료하기 위해 일부 무슬림들은 잠잠의 샘 물을 마시고, 하잘을 기억하며 순례에서 그 물을 집으로 가져가기도 한다.

### 바하이 신앙
바하이 신앙에 따르면, 시이드 알리 모하마드는 아브라함과 하갈의 후손이었고, 하느님은 아브라함의 씨를 번성하게 하시겠다고 약속했다. 바하이 출판사는 아브라함의 아내들과 첩들에 대한 책을 출간했으며, 그들의 혈통을 다섯 가지 다른 종교로 추적한다.

## 예술과 문학

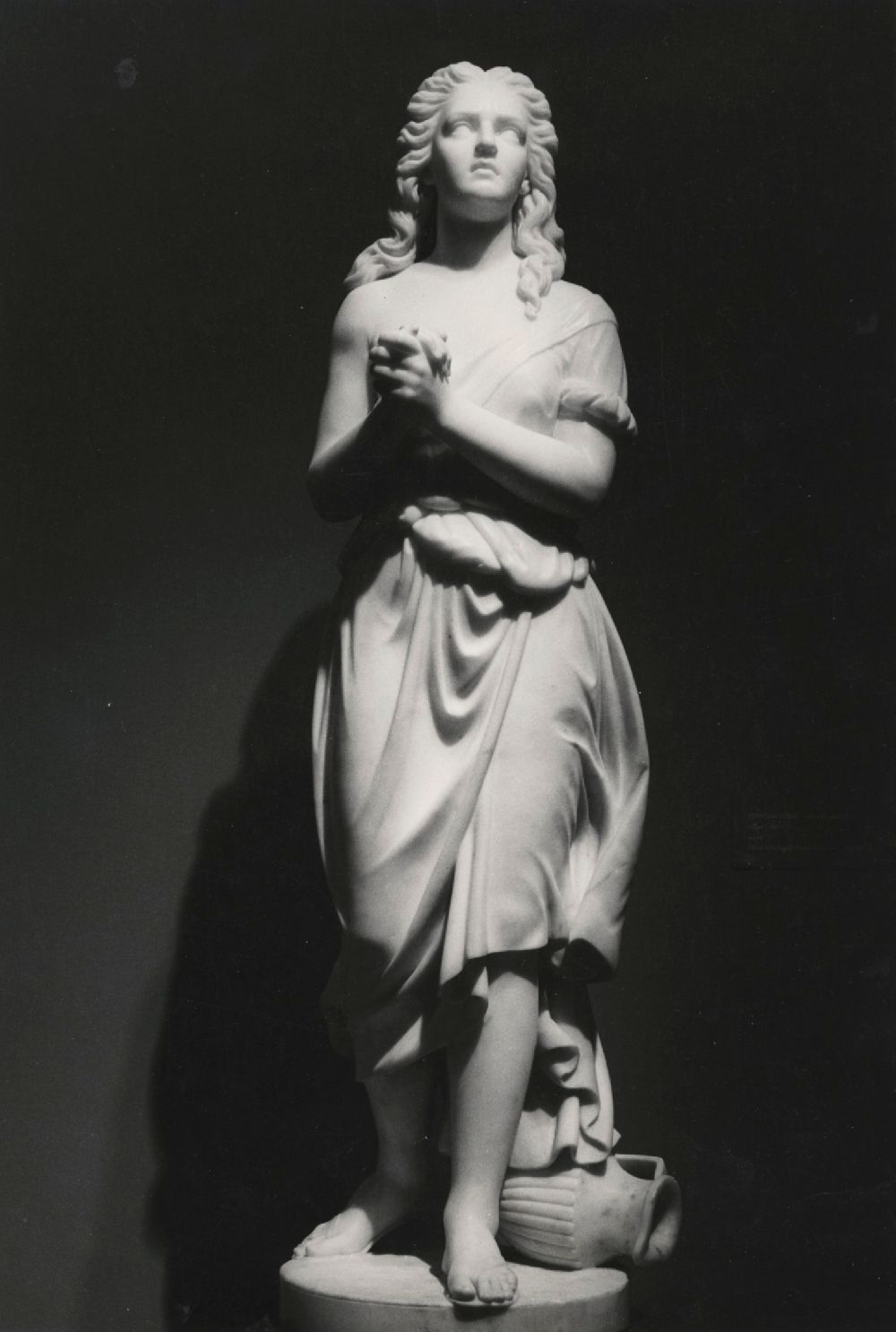
에드모니아 루이스, 하갈, 1875

많은 예술가들이 하갈과 사막의 이스마엘 이야기를 그렸다. 여기에는 피터 라스트만, 귀스타브 도레, 프레데릭 굿올, 제임스 에크포드 로더 등이 있다. 윌리엄 셰익스피어는 베니스의 상인 2막 5장 40행에서 샤일록이 "하갈의 자손인 저 바보가 뭐라고 말하나, 응?"이라고 말할 때 하갈을 언급한다. 이 구절은 샤일록이 추방된 이스마엘에 비유하여 모욕하는 라운슬롯이라는 인물을 가리킨다. 또한 이는 기독교 인물을 추방된 자로 묘사함으로써 전통적인 기독교 해석을 뒤집는다.
하갈의 궁핍함과 절망은 대니얼 디포의 작품, 예를 들어 몰 플랜더스의 등장인물들에 의해 범죄의 변명으로 사용되며, 하갈을 추방자들의 어머니로 보는 전통적인 견해는 새뮤얼 테일러 콜리지의 희곡 자폴리아에서도 반복되는데, 여기서 여주인공은 자신이 "하갈의 자손이 아니다; 너는 정해진 왕의 정당한 상속자이다"라고 확신한다.
19세기에는 특히 미국에서 더 동정적인 묘사가 두드러졌다. 초기의 아프리카계 미국인 및 아메리카 원주민 조각가인 에드모니아 루이스는 하갈을 자신의 가장 잘 알려진 작품 중 하나로 삼았다. 그녀는 "고통받고 struggled 모든 여성에 대한 강한 공감"에서 영감을 받았다고 말했다. 소설과 시에서 하갈 자신 또는 하갈이라는 이름의 인물들은 부당하게 고통받는 추방자로 묘사되었다. 여기에는 내셔널 우먼스 프레스 협회 회장이자 필명 펄 리버스인 엘리자 제인 포이테븐트 니콜슨의 긴 극시 '하갈'과, 당시 가장 높은 보수를 받는 잡지 작가였던 너대니얼 파커 윌리스의 '광야의 하갈', 그리고 어거스타 무어의 '하갈의 작별'이 포함된다. 1913년에는 미국의 남부 사회주의자이자 참정권론자인 메리 존스턴의 노골적인 페미니스트 소설 '하갈'이 여기에 추가되었다. 홀 케인은 1885년 현대 영국을 배경으로 사생아 문제를 다룬 책에 '하갈의 아들'이라는 이름을 붙였다.
더 최근의 문학에서는 비슷한 동정적인 시각이 지배적이다. 마거릿 로렌스의 소설 돌 천사에는 브램이라는 남자와 결혼한 하갈이라는 주인공이 등장하며, 그녀의 삶 이야기는 성경의 하갈의 삶을 느슨하게 모방한다. 토니 모리슨의 소설 솔로몬의 노래에는 하갈이라는 인물이 중요한 비중으로 등장하며, 수많은 성경적 주제와 암시를 담고 있다. 옥타비아 버틀러의 1979년 소설 킨드레드에서는 주인공 다나에게 하갈(노예로 태어남)이라는 조상이 있는데, 우리는 다나가 19세기 메릴랜드로 시간 여행을 떠나는 소설의 후반부에서 그녀를 만나게 된다. 하갈은 살만 루슈디의 논란이 된 소설 악마의 시에서 간략하게 언급되는데, 여기서 메카는 모래 위에 세워지고 하갈의 샘물을 공급받는 사막 마을 '자힐리야'로 대체된다. 하갈은 마거릿 애트우드의 시녀 이야기에서 빌하와 실바와 함께 언급되는데, 이 디스토피아 소설은 성경 구절을 바탕으로 한 강간 의식에서 남편의 아내 자리를 차지하며 주인을 위해 아이를 낳는 것이 의무인 여성들을 중심으로 전개된다. 2019년, 냐샤 주니어는 하갈에 대한 책 '하갈 재상상: 흑인과 성경'을 출간했는데, 이는 하갈을 흑인 여성으로 해석하는 것, 특히 아프리카계 미국인들의 하갈 해석에 초점을 맞춘 하갈의 수용사를 제공한다.

## 현대적 영향

### 이스라엘
1970년대 이후, 갓 태어난 여자 아기에게 "하갈"이라는 이름을 지어주는 관습이 생겼다. 이 이름을 지어주는 것은 종종 팔레스타인과 아랍 세계와의 화해를 지지하는 부모의 정치적 행위로 여겨지며, 민족주의자와 종교인들을 포함한 많은 사람들에게는 눈살을 찌푸리게 한다. 이 이름의 함의는 2000년에 창간된 이스라엘 저널 '하갈: 문화, 정치, 정체성 연구'의 창립으로 표현되었다.

### 아프리카계 미국인
여러 흑인 미국 페미니스트들이 하갈에 대해 글을 썼으며, 그녀의 이야기를 미국 역사 속 노예들의 이야기와 비교했다. 윌마 베일리는 "하갈: 아나뱁티스트 페미니스트를 위한 모델"이라는 기사에서 그녀를 "하녀"이자 "노예"라고 칭한다. 그녀는 하갈을 "힘, 기술, 강인함, 추진력"의 모델로 본다. "여주인, 하녀, 그리고 자비 없음"이라는 기사에서 레니타 J. 윔스는 사라와 하갈의 관계가 "경제적, 사회적 착취로 인해 악화된 인종 편견"을 보여준다고 주장한다.
장로교 신학자이자 교수인 델로레스 S. 윌리엄스는 하갈의 아프리카 노예이자 사라의 자녀를 위한 대리모로서의 경험을 아프리카계 미국인 어머니들의 경험과 노예 제도 기간 동안 아프리카계 미국인 여성들이 주인 자녀를 돌보는 역할의 역사에 비유한다.

### 보조생식
하갈이 불임 여성에게 아이를 낳아주는 것은 오늘날 대리모 또는 계약 임신이라고 불리는 것의 예이다. 다만 하갈의 경우 선택의 여지가 없었다. 이 기술과 다른 보조생식기술의 비판자들은 그들의 분석에 하갈을 사용했다. 일찍이 1988년, 안나 골드만-아미라프는 '생식 및 유전 공학'에서 "성경의 '자궁의 전쟁'이 가부장적 사회에서 여성, 생식력, 성에 대한 관점의 토대를 마련했다"고 하갈에 대해 썼다.

## 같이 보기
- 아브라함과 하갈
- 이슬람에서의 하갈
- 하갈족
- 레흐 레차
- 바예라

## 참고
1. ↑  /ˈheɪɡɑːr/; 고대 히브리어: הָגָר Hāgār, 기원 불확실;[1] 아랍어: هَاجَر 하자르[*]; 고대 그리스어: Ἁγάρ Hagár[*]; 라틴어: Agar